# Biblioteca Joanina
Biblioteca Joanina (tj. Janova knihovna) je barokní knihovna v Coimbře v Portugalsku, součást knihovny univerzity v Coimbře. Biblioteca Joanina bývá často uváděna jako jedna z nejkrásnějších knihoven na světě.
Knihovna je pojmenována po svém zakladateli, portugalském králi Janu V., který zahájil její stavbu v roce 1717, během éry osvícenství. Je zde uloženo asi 60 000 svazků, včetně mnoha cenných historických dokumentů a prvních vydání. Knihovna je spolu s celou historickou částí univerzity v Coimbře od roku 1910 vedena jako Národní památka Portugalska a v roce 2014 byla začleněna do Evropského kulturního dědictví.

## Historie

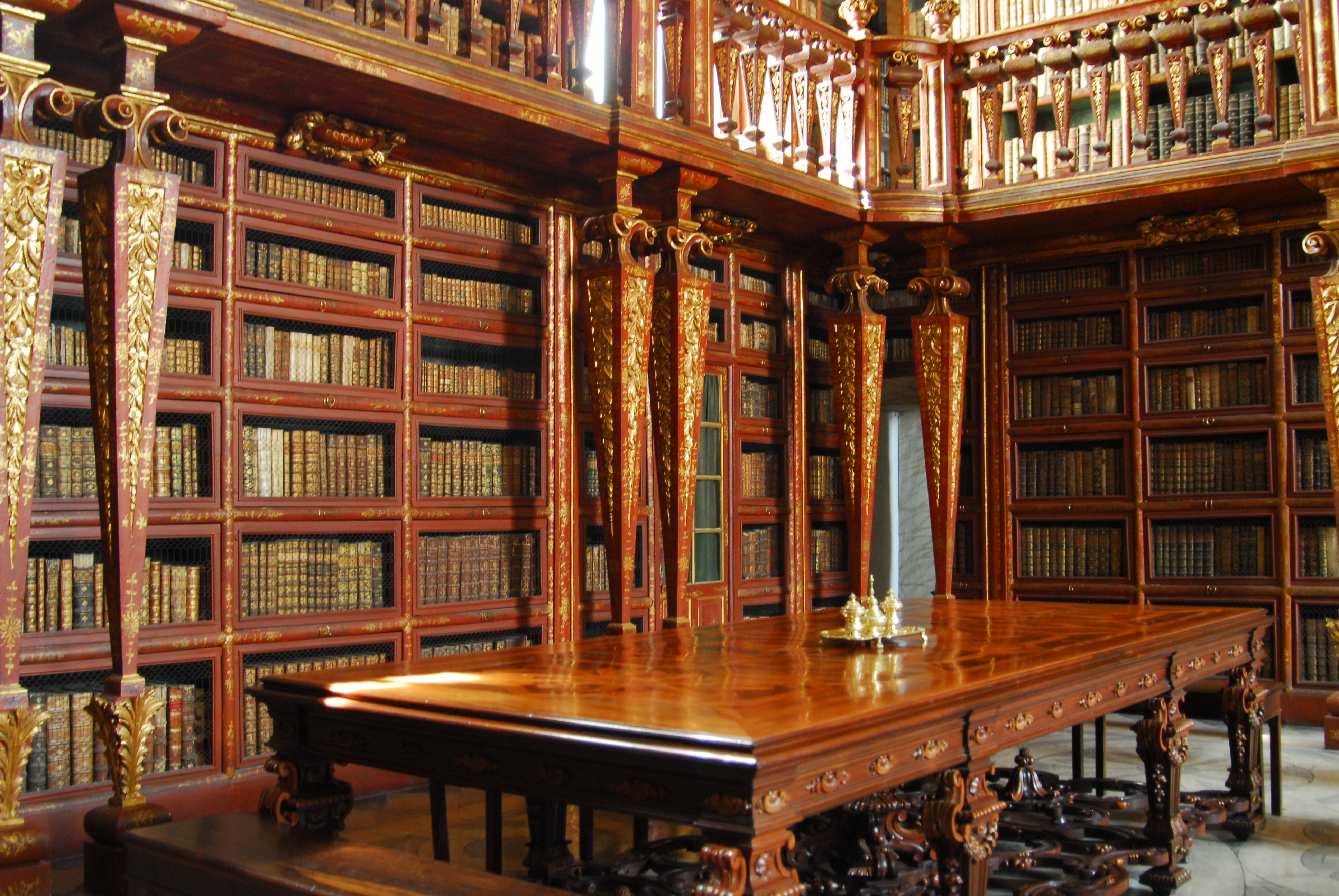
Stůl

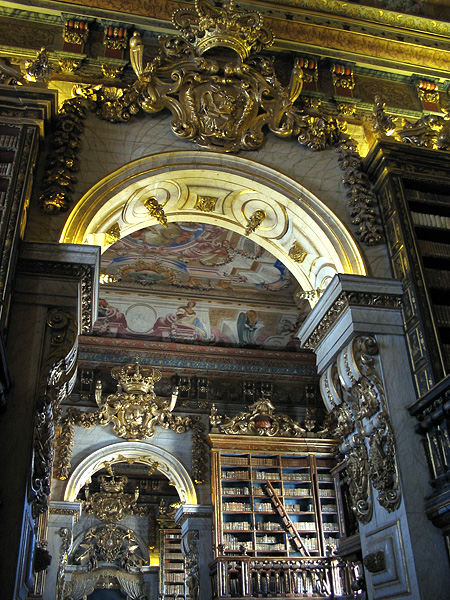
Interiér

Univerzita byla založena roku 1290. Samotná knihovna se začala stavět v 18. století, konkrétně v roce 1717. Na stavbu knihovny, přispěl král Jan V. Panovník uvolnil výrazně větší jmění, než o které byl žádán, díky právě objevenému zlatu přivezenému z Brazílie.
Barokní styl knihovny navrhl Gaspar Ferreira. Dokončena byla v roce 1728. Jako univerzitní knihovna sloužila od roku 1717 až do poloviny 20. století a do Casa da Livraria (Domu knihovny), jak zněl původní název, přibyly první knihy v roce 1750.
Dlouhou dobu měla, podobně jako jiné evropské univerzity, výsadu řídit sama sebe. Toto privilegium měla univerzita až do roku 1834, kdy bylo zrušeno spolu s akademickou věznicí.

Akademická věznice je jedna z nejstarších, která se v Portugalsku dochovala. Po univerzitních reformách v roce 1782 provedených markýzem z Pombalu, prošla rozšířením. Po zrušení věznice začaly prostory sloužit jako úschovna knih.

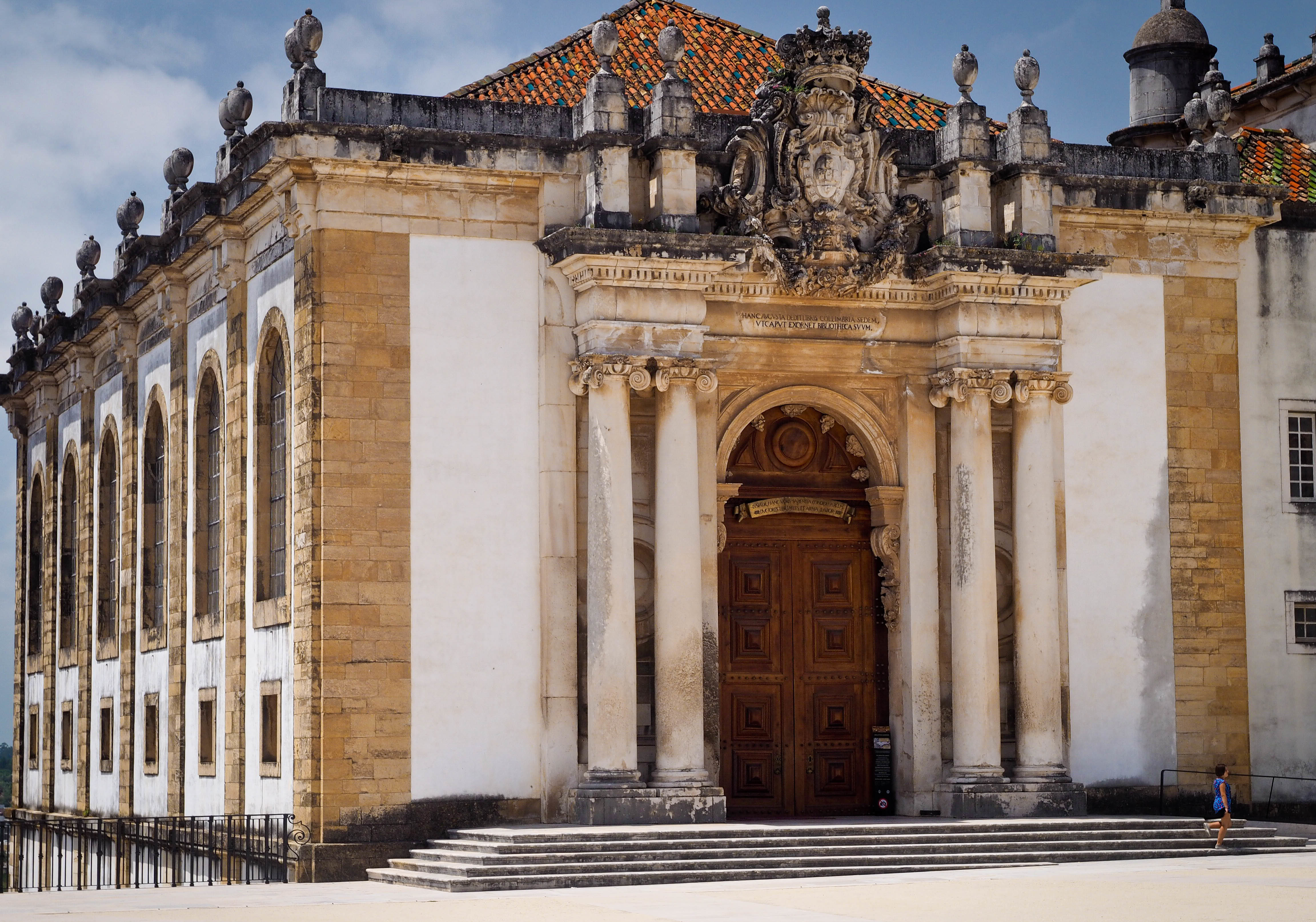
Průčelí

## Popis

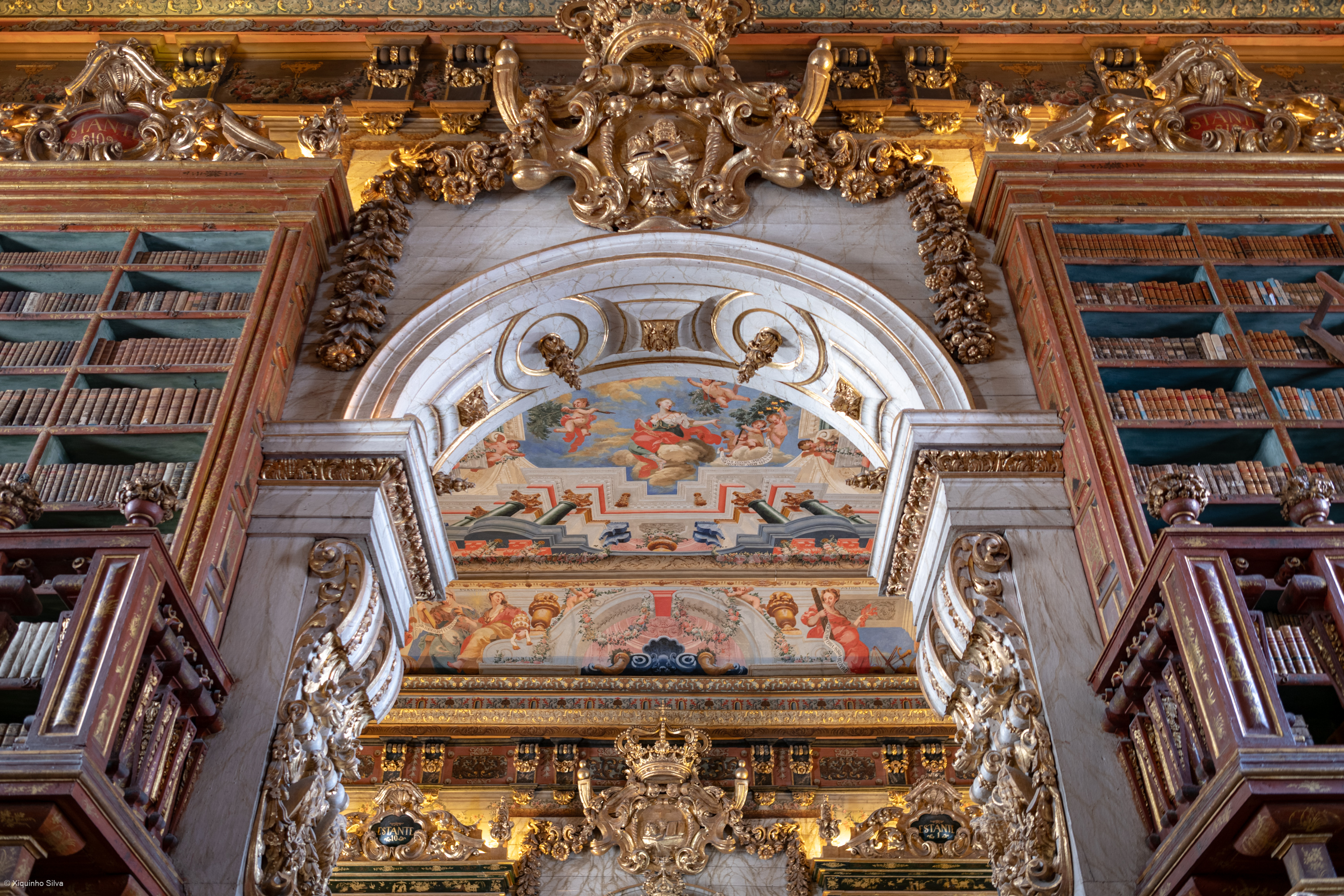
Knihovna Joanina

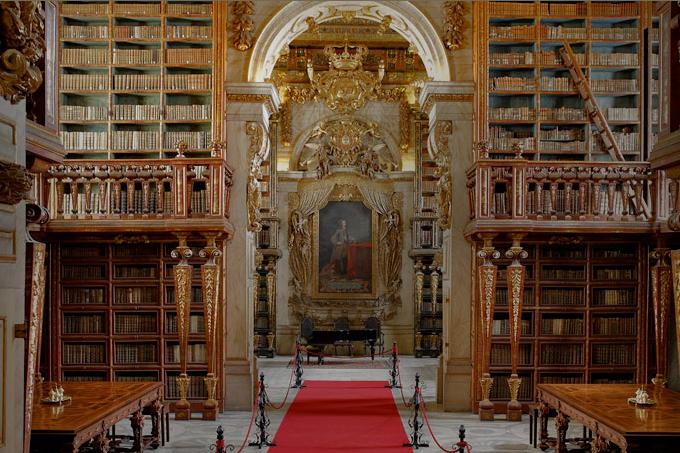
Portrét Jana V. od Domenica Dupry

Budova univerzity je rozdělena do tří podlaží v ní je asi 60 000 svazků, z toho 40 000 se nachází v přízemí. Do fondů knihovny lze na požádání a s odůvodněním nahlédnout. Po schválení je vyžádaná kniha zaměstnancem přenesena do knihovny Biblioteca Geral, kde ji čtenář může studovat. Užitná plocha měří asi 1250 m².
Péče v tomto ohledu je přímým důsledkem vzácnosti a stáří dokumentů v knihovně; pocházejí z 16., 17. a 18. století, bývají to nejlepší díla z celé tehdejší Evropy. Knihovna obsahuje sbírky prací lékařských, zeměpisných, historických, humanitních, přírodovědných, občanského i kanonického práva, filozofie a teologie.
Obvodové zdi knihovny jsou tlusté 211 centimetrů, čímž udržují stálou teplotu, tu udržují i teakové dveře, otevírající se vždy pouze na krátký okamžik. Přebytečnou vlhkost pohlcují stěny obložené dřevem.
V patrech se nacházejí sály, které od sebe oddělují průchody zdobené erby jednotlivých univerzitních fakult spolu s barokním zdobením v podobě zlatých ornamentů a štítů.
Stěny sálů jsou pokryté dvoupatrovými policemi z dubového dřeva, které odpuzuje hmyz. Stoly rozestavěné uvnitř sálů jsou vyrobené ze vzácných tropických dřevin, dovezených z Brazílie. Motivy, inspirované tehdejšími objevy v Orientu, byly na těchto stolech ručně provedeny portugalskými malíři. Stropy malované lisabonskými umělci Simões Ribeiro a Vicente Nunes zobrazují postavy, které byly vybrány, tak aby byly spojené s ideály univerzity.
Výjimkou je monumentální portrét portugalského krále Jana V., který v roce 1725 namaloval italský rokokový malíř Domenico Duprà. Portrét krále je umístěn na obvodové zdi v horní části budovy v poslední místnosti a funguje jako „úběžník“ knihovny. Centrální sál Joaniny tak svou strukturou připomíná kapli, v níž místo oltáře zaujímá portrét Jana V. v alegorické výtvarné kompozici.

## Správa knihovního fondu

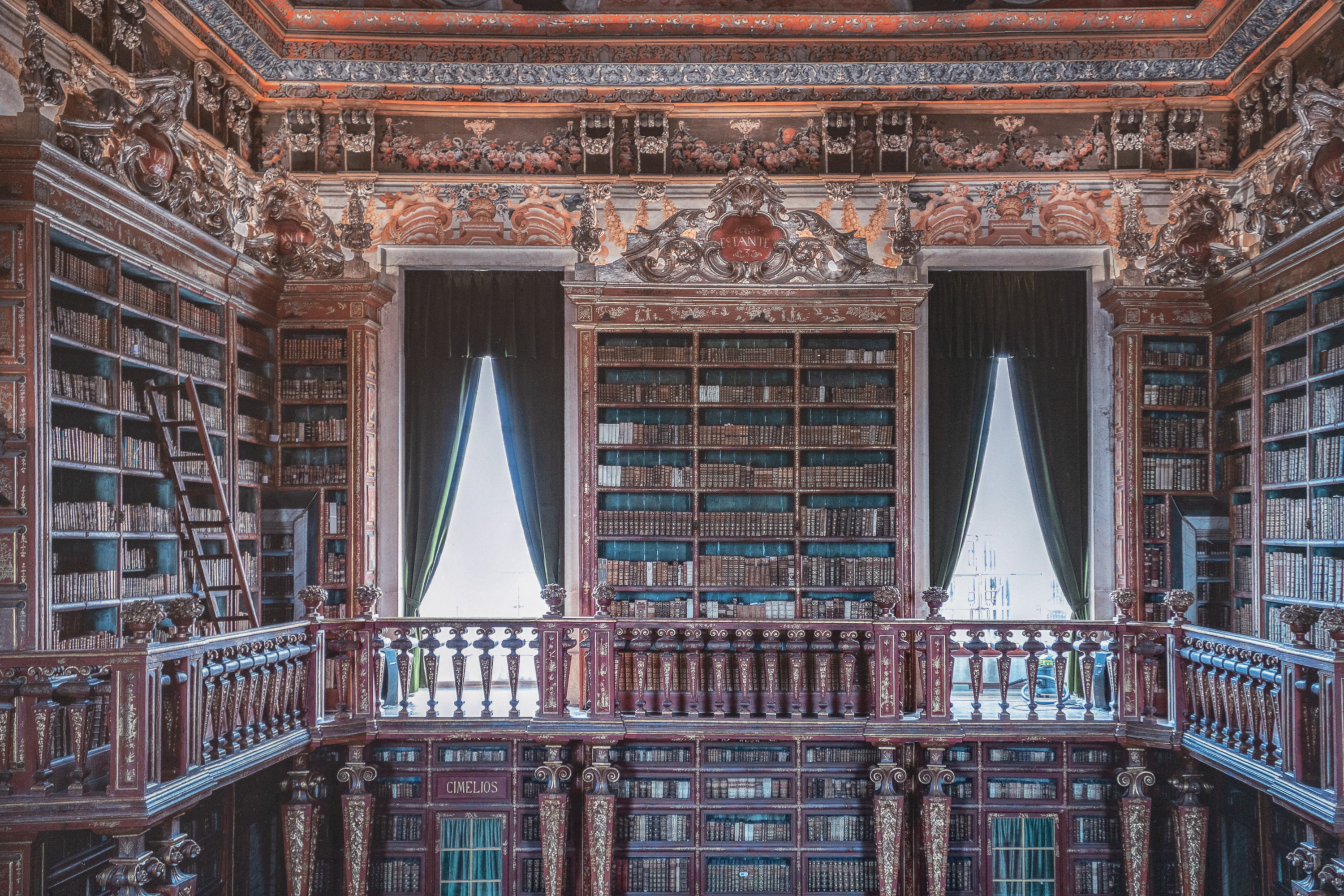
Police na knihy

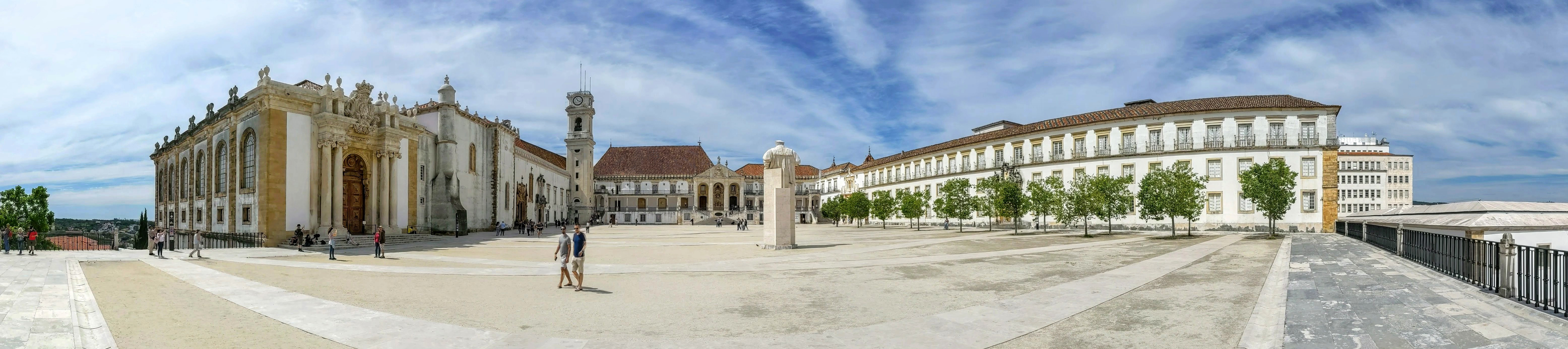
Nádvoří univerzity, knihovna je vlevo

Knihovna poskytuje dobré prostředí pro uchování dokumentů, protože v budově je po celý rok stabilní prostředí. Vnější stěny jsou asi 2,11 metru tlusté a dveře jsou vyrobeny z teakového dřeva, což umožňuje uvnitř udržovat konstantní teplotu 18 až 20 °C a vlhkost kolem 60 %. Konstrukce je vyrobena z dubového dřeva, což zadržuje a odpuzuje hmyz. Knihovna je navíc jedna ze dvou na světě (vedle knihovny paláce Mafra), jejíž knihy jsou chráněny před hmyzem také přítomností kolonie netopýrů hvízdavých v budově. Netopýři konzumují hmyz v noci, a proto večer pracovníci knihovny zakrývají povrchy interiérů pláty kůže a ráno knihovnu čistí od netopýřího trusu.